# Burgtheater

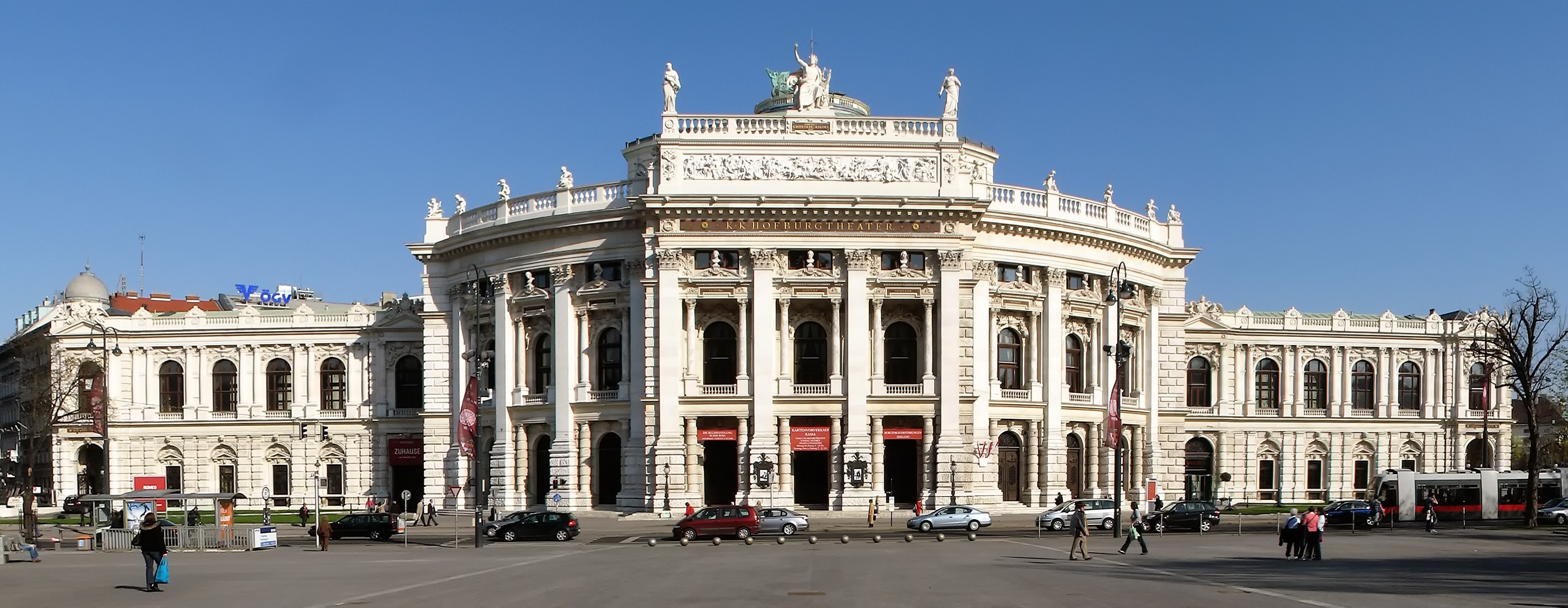
Burgtheater din Viena

Burgtheater (în traducere Teatrul Curții Imperiale), denumit la început K.K. Theater an der Burg, apoi până în 1918 K.K. Hofburgtheater, este teatrul național austriac din Viena, unul dintre cele mai importante teatre de limbă germană din lume. Burgtheater a fost înființat în 1741 și a devenit cunoscut sub numele de die Burg în rândurile vienezilor; compania sa de teatru formată din membri mai mult sau mai puțin regulați a creat un stil tradițional și o vorbire tipică performanțelor de la Burgtheater.
În data de 15 iunie 1810 a avut loc aici prima audiție a uverturii Egmont, compusă de Ludwig van Beethoven.